# Behice Sultan
Behice Sultan (26. srpna 1848 – 30. listopadu 1876) byla osmanská princezna. Byla dcerou sultána Abdülmecida I. a jeho manželky Nesrin Hanımefendi.

## Biografie
V 19. století si hodně obětí v harému vyžádala tuberkulóza. Jedna z nich byla i sultánka Behice. Údajně byla nakažena z dopisu od Feleksu Kalfy malárií. Svatba Behice a Feleksu se těšila, až přijde k ní do paláce; bohužel se její stav stále zhoršoval.
"Půjdeš do naší země" napsala "kde je Pertev Kalfa a zná všechny medicíny." Behice řekla, že vše bude zase v pořádku a že léčení nepotřebuje. 16. listopadu 1876 se provdala za Damata Halila Hamida Paşu v paláci Bebek v Konstantinopoli. Hamid byl synem Mehmeda Nurellaha Beye a dostal jako věno palác v Kuruçeşme v Bosporu. Sem se také s Behice nastěhoval; ta však za 2 týdny zemřela dne 30. listopadu.
Byla pohřbena v mauzoleu Münire Sultan, v mešitě Fatih v Konstantinopoli.